# Billboard Music Awards de 2011
O Billboard Music Awards de 2011 foi uma cerimônia de premiação musical realizada em 20 de maio de 2012, na MGM Grand Garden Arena, em Las Vegas, Estados Unidos. A cerimônia, apresentada pelo comediante norte-americano Ken Jeong, reconheceu os artistas e álbuns mais populares do ano de 2010.

## Performances
| Artista(s)                               | Canção                                                                        | Apresentado por                           |
| ---------------------------------------- | ----------------------------------------------------------------------------- | ----------------------------------------- |
| Rihanna Britney Spears                   | "S&M"                                                                         | —                                         |
| The Black Eyed Peas                      | "Just Can't Get Enough" The Time (Dirty Bit)" Boom Boom Pow" I Gotta Feeling" | Kylie Minogue                             |
| Keith Urban                              | "Long Hot Summer"                                                             | Zach Galifianakis Bradley Cooper Ed Helms |
| Pitbull Nayer Ne-Yo                      | "Give Me Everything"                                                          | Nas Ken Jeong                             |
| Beyoncé                                  | "Run the World (Girls)"                                                       | —                                         |
| Cee Lo Green Mikky Ekko                  | "Crazy" Bright Lights Bigger City" Forget You"                                | Kelly Rowland Trey Songz                  |
| Lady Antebellum                          | "Just a Kiss"                                                                 | Ken Jeong                                 |
| Taio Cruz                                | "Break Your Heart" Dynamite"                                                  | Apolo Ohno                                |
| OneRepublic Far East Movement Snoop Dogg | "Good Life" Rocketeer" Like A G6" If I Was You (OMG)"                         | Ken Jeong Travis Barker                   |
| Mary J. Blige Lil Wayne                  | "Someone to Love Me (Naked)"                                                  | Keri Hilson                               |
| Ke$ha                                    | "Animal" "Blow"                                                               | Bret Michaels                             |
| Nicki Minaj Britney Spears               | "Super Bass" Till the World Ends"                                             | Taylor Swift                              |
| Neil Diamond                             | "Sweet Caroline" "America"                                                    | Matthew Morrison                          |

## Vencedores e indicados
Os vencedores estão listados em negrito.
| Melhor Artista | Artista Revelação (apresentado por Snoop Dogg e Far⋆East Movement) |
| --- | --- |
| - Eminem - Justin Bieber - Lady Gaga - Rihanna - Taylor Swift | - Justin Bieber - Taio Cruz - Ke$ha - Bruno Mars - Nicki Minaj |
| Melhor Artista Masculino | Melhor Artista Feminina (apresentado por Justin Bieber) |
| - Eminem - Justin Bieber - Drake - Bruno Mars - Usher | - Rihanna - Ke$ha - Lady Gaga - Katy Perry - Taylor Swift |
| Melhor Duo/Grupo (apresentado por Selena Gomez e Rico Rodriguez) | Melhor Artista da Billboard 200 (apresentado por Matthew Morrison) |
| - The Black Eyed Peas - Bon Jovi - Lady Antebellum - Linkin Park - U2 | - Taylor Swift - Justin Bieber - Susan Boyle - Eminem - Lady Antebellum |
| Melhor Álbum da Billboard 200 | Melhor Artista da Hot 100 |
| - Recovery – Eminem - My World 2.0 – Justin Bieber - The Gift – Susan Boyle - Need You Now – Lady Antebellum - Speak Now – Taylor Swift | - Katy Perry - Ke$ha - Bruno Mars - Rihanna - Usher |
| Melhor Canção da Hot 100 (apresentado por Randy Jackson) | Melhor Artista em Turnê (apresentado por will.i.am) |
| - "Dynamite" – Taio Cruz - "Love the Way You Lie" – Eminem com part. de Rihanna - "Just the Way You Are" – Bruno Mars - "California Gurls" – Katy Perry com part. de Snoop Dogg - "OMG" – Usher com part. de will.i.am                                      | - U2 - Bon Jovi - Taylor Swift - Take That - Roger Waters |
| Melhor Artista Digital | Melhor Canção Digital |
| - Katy Perry - Eminem - Ke$ha - Bruno Mars - Rihanna | - "Dynamite" – Taio Cruz - "Airplanes" – B.o.B. com part. de Hayley Williams - "Love the Way You Lie" – Eminem com part. de Rihanna - "Just the Way You Are" – Bruno Mars - "California Gurls" – Katy Perry com part. de Snoop Dogg |
| Melhor Artista das Rádios (apresentado por Joe Jonas) | Melhor Canção das Rádios |
| - Rihanna - Drake - Bruno Mars - Katy Perry - Usher | - "Just the Way You Are" – Bruno Mars - "Dynamite" – Taio Cruz - "Love the Way You Lie" – Eminem com part. de Rihanna - "DJ Got Us Fallin' in Love" – Usher com part. de Pitbull - "OMG" – Usher com part. de will.i.am             |
| Melhor Artista de Streaming | Melhor Canção de Streaming (Áudio) |
| - Justin Bieber - Eminem - Lady Gaga - Rihanna - Shakira | - "Just a Dream" – Nelly - "Dynamite" – Taio Cruz - "Love the Way You Lie" – Eminem com part. de Rihanna - "Need You Now" – Lady Antebellum - "Just the Way You Are" – Bruno Mars                                                   |
| Melhor Canção de Streaming (Vídeo) | Melhor Artista de Mídia Digital (apresentado por Eric Stonestreet) |
| - "Baby" – Justin Bieber com part. de Ludacris - "Not Afraid" – Eminem - "Love the Way You Lie" – Eminem com part. de Rihanna - "Bad Romance" – Lady Gaga - "Waka Waka (This Time for Africa)" – Shakira com part. de Freshlyground                         | - Justin Bieber - Akon - Eminem - Lady Gaga - Rihanna |
| Melhor Artista Pop | Melhor Álbum Pop |
| - Lady Gaga - Justin Bieber - The Black Eyed Peas - Ke$ha - Katy Perry | - My World 2.0 – Justin Bieber - The E.N.D. – The Black Eyed Peas - Animal – Ke$ha - The Fame – Lady Gaga - Teenage Dream – Katy Perry                                                                                              |
| Melhor Canção Pop | Melhor Artista de R&B |
| - "Dynamite" – Taio Cruz - "Just the Way You Are" – Bruno Mars - "California Gurls" – Katy Perry com part. de Snoop Dogg - "Firework" – Katy Perry - "Teenage Dream" – Katy Perry                                                                           | - Usher - Alicia Keys - Monica - Rihanna - Trey Songz |
| Melhor Álbum de R&B | Melhor Canção de R&B |
| - Raymond v. Raymond – Usher - Still Standing – Monica - Loud – Rihanna - Soldier of Love – Sade - Passion, Pain & Pleasure – Trey Songz | - "OMG" – Usher com part. de will.i.am - "Unthinkable (I'm Ready)" – Alicia Keys - "What's My Name" – Rihanna com part. de Drake - "Bottoms Up" – Trey Songz com part. de Nicki Minaj - "There Goes My Baby" – Usher                |
| Melhor Artista de Rap | Melhor Álbum de Rap |
| - Eminem - Drake - Lil Wayne - Ludacris - Nicki Minaj | - Recovery – Eminem - Thank Me Later – Drake - Pink Friday – Nicki Minaj - I Am Not a Human Being – Lil Wayne - My Beautiful Dark Twisted Fantasy – Kanye West                                                                      |
| Melhor Canção de Rap | Melhor Artista Country (apresentado por Pat Monahan) |
| - "Love the Way You Lie" – Eminem com part. de Rihanna - "Airplanes" – B.o.B. com part. de Hayley Williams - "Nothin' on You" – B.o.B. com part. de Bruno Mars - "Just a Dream " – Nelly - "Like a G6" - Far*East Movement fcom part. de Dev & The Cataracs | - Taylor Swift - Jason Aldean - Kenny Chesney - Lady Antebellum - Zac Brown Band |
| Melhor Álbum Country | Melhor Canção Country (apresentado por Tim Allen) |
| - Speak Now – Taylor Swift - My Kinda Party – Jason Aldean - Need You Now – Lady Antebellum - The Incredible Machine – Sugarland - The Foundation – Zac Brown Band                                                                                          | - "Need You Now" – Lady Antebellum - "If I Die Young" – The Band Perry - "The House That Built Me" – Miranda Lambert - "Stuck Like Glue" – Sugarland - "Mine" – Taylor Swift                                                        |
| Melhor Artista de Rock | Melhor Álbum de Rock |
| - Train - Kings of Leon - Linkin Park - Mumford & Sons - Muse | - Sigh No More – Mumford & Sons - Brothers – The Black Keys - To the Sea – Jack Johnson - Born Free – Kid Rock - A Thousand Suns – Linkin Park                                                                                      |
| Melhor Canção de Rock | Melhor Artista Latino |
| - "Hey, Soul Sister" – Train - "Lay Me Down" – The Dirty Heads com part. de Rome - "Dog Days Are Over" – Florence + The Machine - "Little Lion Man" – Mumford & Sons - "Animal" – Neon Trees                                                                | - Shakira - Enrique Iglesias - Pitbull - Prince Royce - Wisin & Yandel |
| Melhor Álbum Latino | Melhor Canção Latina |
| - Euphoria – Enrique Iglesias - Iconos – Marc Anthony - Dejarte de Amar – Camila - Prince Royce – Prince Royce - Sale el Sol – Shakira | - "Waka Waka (This Time for Africa)" – Shakira com part. de Freshlyground - "Cuando Me Enamoro" – Enrique Iglesias com part. de Juan Luis Guerra - "Bon Bon" – Pitbull - "Gypsy" – Shakira - "Loca" – Shakira com part. de El Cata  |
| Melhor Artista de Dance | Melhor Álbum de Dance |
| - Lady Gaga - The Black Eyed Peas - David Guetta - Rihanna - La Roux | - The Fame – Lady Gaga - Tron: Legacy (Soundtrack) – Daft Punk - The Fame Monster – Lady Gaga - The Remix – Lady Gaga - Ocean Eyes – Owl City                                                                                       |
| Melhor Canção de Dance | Melhor Artista Alternativo |
| - "Stereo Love" – Edward Maya & Vika Jigulina - "Bad Romance" – Lady Gaga - "Telephone " – Lady Gaga com part. de Beyoncé - "Bulletproof" – La Roux - "We No Speak Americano" – Yolanda Be Cool & Dcup                                                      | - Mumford & Sons - The Black Keys - Kings of Leon - Linkin Park - Muse |
| Melhor Álbum Alternativo | Melhor Canção Alternativa |
| - Sigh No More – Mumford & Sons - Brothers – The Black Keys - To the Sea – Jack Johnson - Come Around Sundown – Kings of Leon - A Thousand Suns – Linkin Park                                                                                               | - "Animal " – Neon Trees - "Dog Days Are Over" – Florence + The Machine - "Waiting for the End" – Linkin Park - "The Cave" – Mumford & Sons - "Little Lion Man" – Mumford & Sons                                                    |
| Melhor Artista Cristão | Melhor Álbum Cristão |
| - Chris Tomlin - Casting Crowns - MercyMe - Skillet - tobyMac | - Awake – Skillet - The Generous Mr. Lovewell – MercyMe - Tonight – tobyMac - And If Our God Is for Us – Laura Story - WOW Hits 2011 – Vários Artistas                                                                              |
| Melhor Canção Cristã | Melhor Artista Social (votado pelos fãs) |
| - "Our God" – Chris Tomlin - "Live Like We're Dying" – Kris Allen - "All of Creation" – MercyMe - "Lead Me" – Sanctus Real - "Get Back Up" – tobyMac | - Justin Bieber - Akon - Eminem - Lady Gaga - Rihanna |
| Prêmio Icon (apresentado por Matthew Morrison) | Prêmio Millenium (apresentado por Tina Knowles) |
| Neil Diamond | Beyoncé |
| Favorito dos Fãs da Billboard.com | Inovador Viral do Ano (apresentado por Kelly Rowland e Trey Songz) |
| Justin Bieber | Cee Lo Green |

### Artistas com múltiplas vitórias e indicações
| Indicações | Artista                |
| ---------- | ---------------------- |
| 18         | Rihanna                |
| 17         | Eminem                 |
| 15         | Lady Gaga              |
| 11         | Justin Bieber          |
| 11         | Bruno Mars             |
| 11         | Katy Perry             |
| 10         | Usher                  |
| 7          | Taio Cruz              |
| 7          | Lady Antebellum        |
| 7          | Mumford & Sons         |
| 7          | Shakira                |
| 7          | Taylor Swift           |
| 6          | Ke$ha                  |
| 6          | Linkin Park            |
| 5          | Drake                  |
| 4          | The Black Eyed Peas    |
| 4          | Nicki Minaj            |
| 3          | B.o.B.                 |
| 3          | The Black Keys         |
| 3          | Enrique Iglesias       |
| 3          | Kings of Leon          |
| 3          | Mercy Me               |
| 3          | Pitbull                |
| 3          | Snoop Dogg             |
| 3          | tobyMac                |
| 3          | Trey Songz             |
| 3          | will.i.am              |
| 2          | Akon                   |
| 2          | Jason Aldean           |
| 2          | Bon Jovi               |
| 2          | Susan Boyle            |
| 2          | Florence + The Machine |
| 2          | Freshlyground          |
| 2          | Jack Johnson           |
| 2          | Alicia Keys            |
| 2          | Lil Wayne              |
| 2          | Ludacris               |
| 2          | Monica                 |
| 2          | Muse                   |
| 2          | Nelly                  |
| 2          | Neon Trees             |
| 2          | Prince Royce           |
| 2          | La Roux                |
| 2          | Skillet                |
| 2          | Sugarland              |
| 2          | Chris Tomlin           |
| 2          | Train                  |
| 2          | U2                     |
| 2          | Hayley Williams        |
| 2          | Zac Brown Band         |

| Prêmios | Artista        |
| ------- | -------------- |
| 6       | Justin Bieber  |
| 6       | Eminem         |
| 4       | Taio Cruz      |
| 3       | Lady Gaga      |
| 3       | Mumford & Sons |
| 3       | Rihanna        |
| 3       | Taylor Swift   |
| 3       | Usher          |
| 2       | Katy Perry     |
| 2       | Shakira        |
| 2       | Chris Tomlin   |
| 2       | Train          |

## Recepção crítica e controvérsia
No geral, os críticos elogiaram as performances como um todo. Alguns críticos, no entanto, destacaram Beyoncé como a melhor performance da noite. Ainda assim, a premiação gerou alguma controvérsia. O Parents Television Council criticou a performance feita por Rihanna e Britney Spears da canção "S&M (Remix)", chamando-a de "explícita", com o presidente da PTC afirmando "Eu não posso imaginar o que, possivelmente, levaria a rede de televisão ABC a transmitir um show de sexo S&M, coberto de profanidade, no horário nobre da televisão", ao criticar a escolha de exibir a performance no que eles afirmam ser um horário normalmente familiar (o programa foi ao ar às 20h, horário local).